# Рогово (гмина, Жниньский повет)
Рогово (пол. Rogowo) — сельская гмина (волость) в Польше, входит как административная единица в Жнинском повете, Куявско-Поморское воеводство. Население — 6879 человек (на 2004 год).

## Сельские округа
1. Будзислав
2. Цегельня
3. Цотонь
4. Чевуево
5. Галензево
6. Госцешин
7. Гроховиска-Ксенже
8. Гроховиска-Шляхецке
9. Издебно
10. Любч
11. Менцежин
12. Недзвяды
13. Реч
14. Рогово
15. Рышево
16. Жим
17. Скурки
18. Вевюрчин
19. Залесе
20. Злотники

## Соседние гмины
1. Гмина Гонсава
2. Гмина Гнезно
3. Гмина Яновец-Велькопольски
4. Гмина Мелешин
5. Гмина Могильно
6. Гмина Тшемешно
7. Гмина Жнин